# 開普文森特 (紐約州)
開普文森特（英語：Cape Vincent）是一個位於美國紐約州傑佛遜縣的鎮。

## 人口
根據2020年美國人口普查的數據，開普文森特的面積為232.53平方千米，當中陸地面積為145.76平方千米，而水域面積為86.77平方千米。當地共有人口2765人，而人口密度為每平方千米12人。